# صموئيل غوتليب فوغل
صموئيل غوتليب فوغل (بالألمانية: Samuel Gottlieb Vogel)‏ هو أستاذ جامعي ألماني، ولد في 14 مارس 1750 في إرفورت في ألمانيا، وتوفي في 19 يناير 1837 في روستوك في ألمانيا.